# Когуч Борис Федорович
Борис Федорович Когуч (псевдо: Боян; 1922, с. Павлівка, Тисменицький район, Івано-Франківська область — 24 лютого 1946, біля с. Глибока, Богородчанський район, Івано-Франківська область) — український військовий діяч, поручник Української повстанської армії, політвиховник ТВ-22 «Чорний ліс», лицар Бронзового хреста бойової заслуги УПА.

## Життєпис
В юнацькі роки брав участь у товариствах «Пласт», «Сокіл» і «Просвіта». Закінчив педшколу в м. Станіслав, учителював у рідному селі. В 1942 р. очолив сільський осередок ОУН. У 1943 р. переходить в УНС у Чорний ліс. Був політвиховником сотні групи «Чорний ліс». З 1945 р. призначений політвиховником" куреня «Дзвони» ТВ-22 «Чорний ліс», а з 1946 р. — політвиховником всього ТВ-22 «Чорний ліс». У 1944 р. одружився з Розалією Шкандрій. Загинув у Чорному лісі неподалік від Глибока в бою з рейдовою групою 215-го СП ВВ НКВС. Посмертно підвищений у званні до поручника.

## Нагороди
- Згідно з Наказом Крайового військового штабу УПА-Захід ч. 18 від 1.03.1946 р. булавний УПА, політвиховник ТВ 22 «Чорний Ліс» Борис Когуч — «Боян» нагороджений Бронзовим хрестом бойової заслуги УПА.